# Mikula
Mikula è un ward dello Zambia, parte della Provincia di Luapula e del Distretto di Milenge.